# Agostino Steffani
Agostino Steffani (né le 25 juillet 1654 à Castelfranco Veneto, dans la province de Trévise, en Vénétie – mort le 12 février 1728 à Francfort-sur-le-Main) est un compositeur, diplomate et évêque auxiliaire italien. Musicien quasiment oublié, or Alfred Einstein qualifiait ce personnage le plus grand compositeur italien entre Giacomo Carissimi et Domenico Scarlatti. Romain Rolland aussi écrivit, en 1910, que Steffani était un des plus parfaits musiciens du temps.

## Biographie

### Enfance
Steffani a passé son enfance à Padoue, où il était au lycée. Il fut admis comme choriste à la basilique Saint-Marc à Venise.

### Munich (1667 - 1688)
Il y rencontra un prince de Bavière, Ferdinand-Marie de Wittelsbach, qu'il accompagna en 1667 à Munich pour rester finalement 21 ans à leur service. Sous la protection de ce prince, il apprit à jouer de l'orgue avec Johann Kaspar Kerll. Ce dernier, ancien élève de Giacomo Carissimi, lui enseigna également la polyphonie et l'opéra.
En 1672 Steffani partit pour Rome approfondir son éducation musicale avec Ercole Bernabei pendant deux ans. Parallèlement il a entrepris des études théologiques. C'est en 1674 qu'il publia sa première œuvre la Psalmodia vespertina. Il composa ensuite des œuvres vocales. Steffani fit des voyages d'études en France et en Italie du nord, qui avaient aussi peut-être pour but l'accomplissement de missions diplomatiques. À Paris, il se produisit devant Louis XIV au clavecin.
En 1675, il obtint un poste important à la cour de Munich. Il fut nomme organiste. L'entrée en fonction de Maximilien-Emmanuel de Bavière en 1680 était aussi un tournant dans la vie de Steffani qui, la même année, à l'issue de ses études de théologie, fut ordonné prêtre à Munich. Steffani était chargé de missions diplomatiques qui souvent sont en lien avec des projets de mariages princiers.
En 1681 fut donné son premier opéra Marco Aurelio, dans lequel on peut reconnaitre l'influence de Lully (le seul exemplaire manuscrit connu de la partition est conservé à la bibliothèque royale du palais de Buckingham). En effet, Steffani fut nomme, cette année-là, chef d'orchestre de la cour de l'électeur. Ce premier opéra était suivi par Solone en 1685, par Audacia e rispetto, Prerogative d'amore et Servio Tulio en 1686, par Alarico in 1687, et par Niobe, regina di Tebe en 1688.
En 1683, la gestion d'un monastère en Bavière, de Lepsing, lui fut confiée, en qualité d'abbé. (En 1700 encore, il gardait ce titre.)
Lors du mariage de Maximilien-Emmanuel en 1685, Steffani lui dédia tant l'opéra Servio Tulio que le recueil des douze motets sacrés Sacer Janus, ceux qui confirment un excellent talent du prêtre-compositeur.

### Hanovre (1688 - 1703)

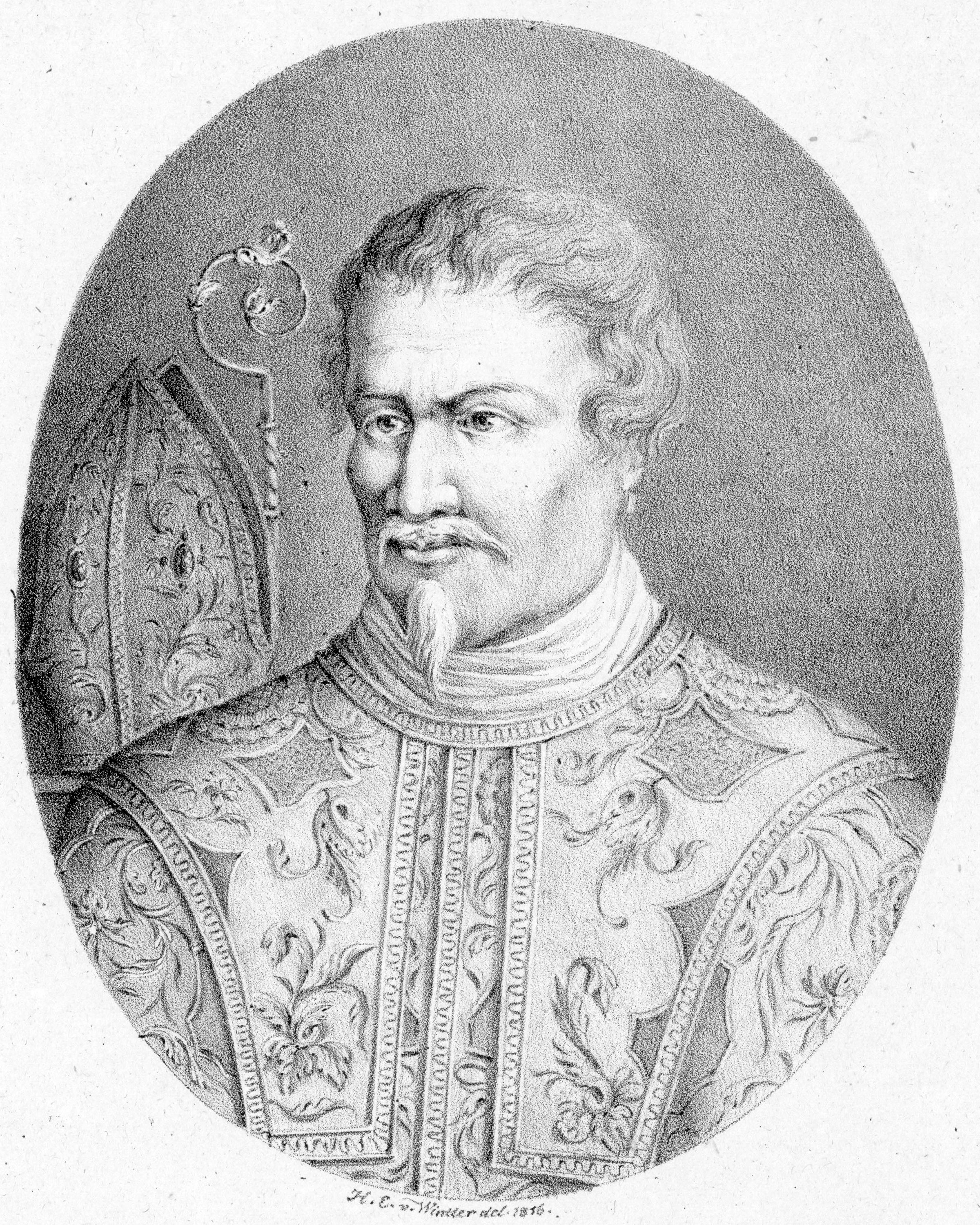
Lithographe (1816) de Heinrich E. von Winter, conservé à la bibliothèque nationale de France, département de la Musique.

En mai 1688 Steffani fut honorablement congédié par le prince.
Après un court séjour en Italie, il devint fin juin kapellmeister à la cour du duc Ernest-Auguste, prince électeur de Hanovre. Il restait en cette fonction jusqu'en 1697 et le duc profitait du talent musical de Steffani lors de ses missions diplomatiques importantes.
Dorénavant, Steffani était réputé surtout comme compositeur de l'opéra. Sous cette protection favorable, il écrivait alors jusqu'en 1696 presque un opéra par an. La série commença par la composition, à l'occasion de l'inauguration du nouvel opéra de Hanovre en 1689, de Enrico il Leone qui fut donné dans un grand faste et lui valut un grand succès. Il composa successivement La Lotta d'Ercole con Achilleo en 1689, La Superbia d'Alessandro en 1690, Orlando generoso en 1691, Le Rivali concordi en 1692, La Liberia contenta en 1693, I trionfi del fato et I Baccanali en 1695 et Briseide en 1696. Le livret de Briseide est de Francesco Palmieri (poet) (en). La plupart des autres sont de Abbate Mauro. Les partitions sont conservées au palais de Buckingham, où, avec cinq volumes de chant et cinq de duos, ils constituent une partie de la collection apportée en Angleterre par l'électeur de Hanovre en 1714.
À partir de 1695 jusqu'à 1702, au lieu du musicien, Steffani fut chargé d'être diplomate de l'électeur auprès de la cour de Bavière, où il avait passé sa vie jusqu'en 1688.
En 1696 il déménage à Bruxelles, où il est en contact avec les opéras de Lully.
En 1702 Steffani réduit ses activités diplomatiques et se concentre davantage sur sa création musicale.

### Düsseldolf (1703 - 1709)
En 1703, il est appelé à Düsseldorf par le prince électeur Jean-Guillaume de Neubourg-Wittelsbach et est nommé président du conseil spirituel puis rapidement reconnu comme conseiller. Une année plus tard, il devient conseiller secret et mène des tractations politiques dans plusieurs villes. Pendant un temps il est Rector magnificus et curateur à l'université de Heidelberg pour être finalement nommé, en septembre 1706 évêque de Spiga (de) in partibus infidelium.
À la suite de cette nomination, il est consacré le 2 janvier 1707 à la cathédrale de Bamberg.
Sa période à Hanovre suggère, selon les recherches récentes, un lien avec Georg Friedrich Haendel, qui aurait connu une influence importante, surtout sur ses promotion et carrière en Italie au début du XVIIIe siècle,.
En novembre 1708, Steffani est envoyé à Rome comme intermédiaire dans le différend entre l'Empereur et le Pape.

### De nouveau à Hanovre (1709 - 1723)
Le 6 avril 1709, il y est nommé vicaire apostolique pour la Haute et Basse Saxe dont le siège demeure à Hanovre. Aussi y est-il retourné en novembre. C'est avec le projet de regagner à l'Église catholique quelques familles princières allemandes qu'il rentre en Allemagne.

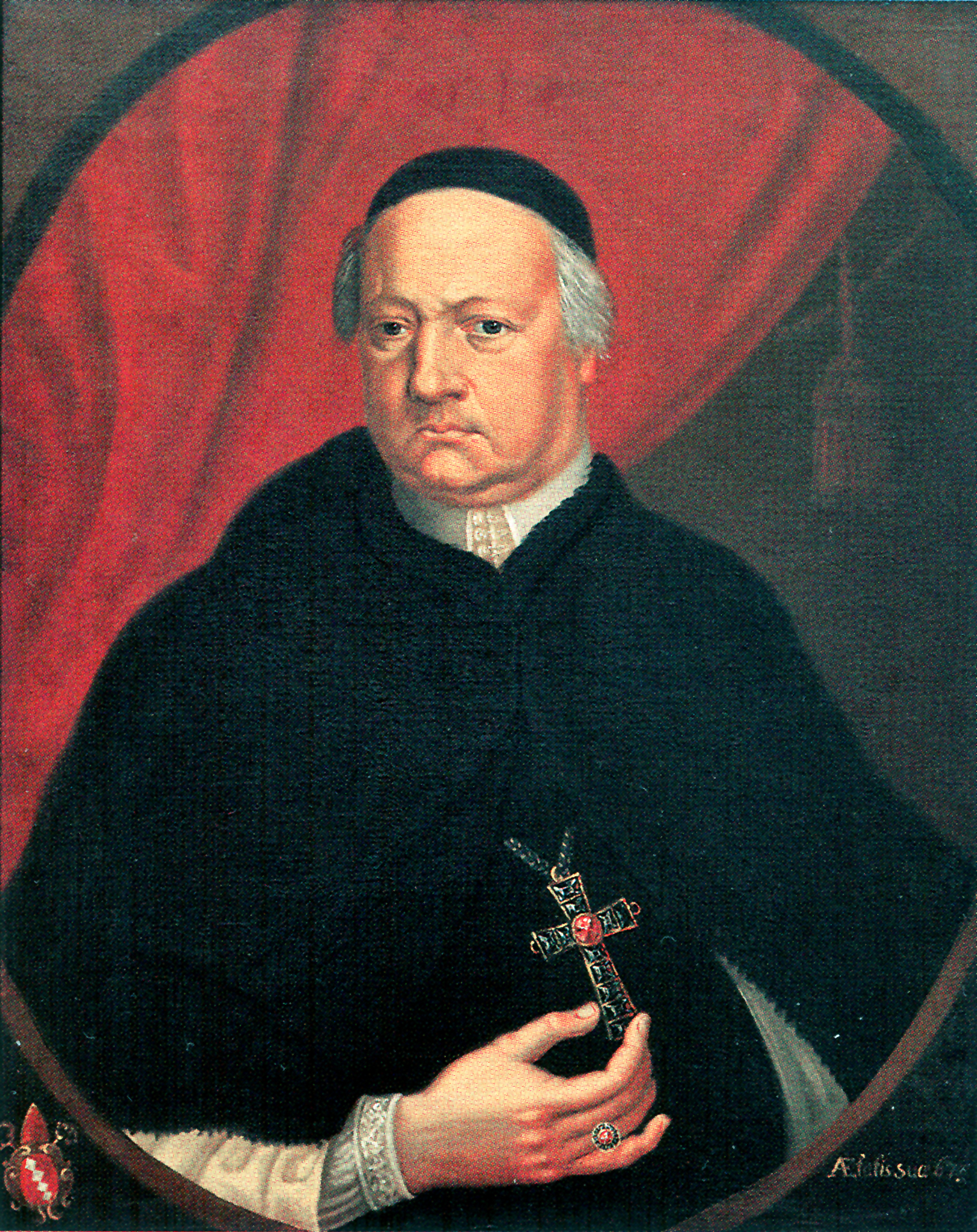
Ce portrait de Gerhard Kappers, qui fut réalisé en 1714, est de nos jours attribué à Agostino Steffani, en raison de sa fonction comme évêque et de son âge de 61 ans (« Aetatis suæ 61 » en bas à droite). Le peintre était contemporain de l'évêque.

### Démission et retraite (1723 - 1726)
Après la mort de quelques-uns de ses nobles bienfaiteurs, Steffani connaissait des difficultés financières. Sans soutien de Rome, il a démissionné en 1723. Il restait à Padoue.

### Dernières années à Hanovre (1726 - 1728)
Or, sollicité par Rome, Agostino Steffani a rétabli sa fonction le 27 mai 1726, et s'est installé, de nouveau, à Hanovre.
Sa dernière composition musicale est un Stabat Mater. En effet, dans le rite romain, cette séquence vient d'être officialisée par le pape Benoît XIII en 1727. D'ailleurs, le 1er juin 1727, la Royal Academy of Music à Londres le nomme président en absence, en dépit de sa santé aggravée. C'est la raison pour laquelle Steffani composa son chant du cygne, Stabat Mater. Par sa dernière lettre datée du 11 janvier 1728, qui lui excuse que la composition accompagnée des instruments ne conforte pas l'assemblée de l'académie préférant la pratique a cappella lors de la réunion, Steffani lui présente qu'il s'agit de sa dernière composition et la qualifie, lui-même, comme chef-d'œuvre qui se dédie à l'académie,.
Juste après cette composition, il meurt le 12 février d'une attaque d'apoplexie à Francfort-sur le Main, alors qu'il cherchait à vendre quelques-unes de ses compositions ramenées d'Italie. En mémoire de Steffani qui n'était le président que durant huit mois, l'académie de Londres laisse son président vacant.

## Création musicale
Steffani a intégré des éléments de la musique française et aussi allemande dans la musique italienne. Outre des opéras, Steffani a publié avant tout des duos, qui sont restés très populaires jusqu'au XVIIIe siècle. En témoignent le grand nombre de copies de ses travaux aussi bien que les mentions élogieuses de la part de musiciens et de poètes.
Un catalogue a été fourni en 2003, pour la première fois, par Colin Timms, musicologue britannique et spécialiste de ce personnage. L'auteur précisait que de nombreux manuscrits manquent de nom de compositeur, ce qui indique que les études doivent être avancées. Ceux qui concernent y sont classifiés comme œuvres dont l'attribution reste incertaine (Doubtful Works) ou œuvres dont l'attribution mentionnée dans les documents serait par erreur (Spurious Works).

### Opéra
1. Marco Aurellio (1681)[4] - Munich
2. Servio Tullio (1685)[11] - Munich (pour le mariage de Maximilien-Emmanuel de Bavière avec Marie-Antoinette d'Autriche[12])
3. Solone (1685 - partition perdue) - Munich[ct 4]
4. Audacia e rispetto (1685 - partition perdue) - Munich[ct 4]
5. Niobe, regina di Tebe (1687) - Munich
6. Alarico il Baltha (1687) - Munich [librette en ligne]
7. Enrico Leone (1688) - Hanovre
8. La lotta d'Ercole con Acheloo (1689)[12] - Hanovre
9. La superbia d'Alessandoro (1690) - Hanovre[ct 4]
10. Orlando generoso (1691)[12] - Hanovre
11. Le rivali concordi (1692) - Hanovre[ct 4]
12. La libertà contenta (1693) - Hanovre[ct 4]
13. Baccanali (1695)[12] - Hanovre
14. I trionfi del fato (1695) - Hanovre[ct 4]
15. Arminio (1707) - Düsseldorf[ct 4]
16. Amor vien dal destino (1709) - Düsseldorf (composé auparavant à Hanovre)[ct 4]
17. Pallavicini (1709) - Düsseldorf[ct 4]
18. Tassilone (1709) - Düsseldorf[ct 5]

### Musique sacrée
En admettant que Steffani ait fait publier plusieurs œuvres de la musique sacrée, grâce auxquelles l'authenticité peut être confirmée, il reste de nombreuses pièces, surtout cantates en solo, desquelles l'attribution est toujours disputée. Celles dont l'exactitude fut confirmée sont :
- Psalmodia vespertina volans octo plenis vocibus concinenda (1674),
recueil de psaumes vespéraux pour double-chœur et orgue[ct 6]
  - Psalmi Dominicales (du dimanche)
    - Dixit Dominus
    - Confitebor tibi Domine
    - Beatus vir
    - Laudate pueri
    - In exitu Israel

  - Psalmi Apostolorum (des Apôtres)
    - Credidi
    - In convertendo
    - Domine probasti me

  - Psalmi Confessorum (de la confession)
    - Laudate Dominum
    - Memento Domine David

  - Psalmi Virginum (pour Sainte Vierge)
    - Lætatus sum
    - Nisi Dominus
    - Lauda Jerusalem

  - Magnificat
- Sacer Janus quadrifrons tribus vocibus vel duabus qualibet prætermissa modulandus (1685),
complété en mars 1684 et dédié à Maximilien-Emmanuel de Bavière[ct 7] ; il s'agit d'un recueil de 12 motets à 3 voix, accompagnées de la basse continue[14] [manuscrit à la main copié entre 1700 et 1750 (bibliothèque nationale de France)]

1. Reginam nostram
2. Qui pacem amatis
3. Felices Adæ Filii
4. Sonitus armorum
5. Flores agri
6. Tandem adest
7. Venite, exultemus
8. Videte, gentes
9. Cingite floribus
10. Surge, propera, veni
11. Elevamini in voce tubæ
12. Fuge, cara anima

- Scherzi dell' Abbate Steffani (manuscrit F.1102 de la bibliothèque Estense à Modène, ajouté dans les années 1680 pour la collection de Francesco II d'Este) ; il s'agit de l'ensemble de cantates en solo, accompagnées des instruments[13] :

1. Spezza Amor l'arco e li strali
2. Il più felice e sfortunato amante
3. Guardati, o core, dal dio bambin !
4. Fileno, idoro mio
5. Lagrime dolorose
6. Hai finito di lusingarni

- Stabat Mater (1728)[15]
à 6 voix, avec cordes et basse continue[16] ; dernière composition.

### Œuvre instrumentale
Il existe plusieurs sonates qui ne sont autres que des extraits de ses opéras. De même, il laissa des tablatures d'orgues, typiques dans les pays germaniques, dont les mélodies étaient issues de ses opéras. Il n'est pas certain que Steffani ait composé de propres pièces instrumentales.

## Discographie
Cantatas, Duets & Sonatas, dir. Yasunori Imamura, Fons Musicae, Monique Zanetti, Pascal Bertin, Pan Classics (2001)
Orlando Generoso, dir. Bernward Lohr, Musica Alta Ripa (en), Daniel Lager, Franz Vitzthum, Kai Wessel, Jorg Waschinski, Roberta Invernizzi (en), Susanne Ryden, MDG records (2009)
Duetti da camera, dir. Alan Curtis, Daniela Mazzucato, Carolyn Watkinson, Paul Esswood, John Elwes, Archiv Produktion (en) (1982 ; réédition 2012)
Mission, dir. Diego Fasolis, I Barocchisti (de), Cecilia Bartoli, Philippe Jaroussky, Decca (2012)
Stabat Mater (+ Requiem de Biber), dir. Gustav Leonhardt, Koor & Barokorkest van de Nederlandse Bachvereniging, Marta Almajano, Mieke van der Sluis, John Elwes, Mark Padmore, Harry van der Kamp, Deutsche Harmonia Mundi (1995)
Stabat Mater, dir. Diego Fasolis, I Barocchisti, Cecilia Bartoli, Daniel Behle, Franco Fagioli, Julian Prégardien, Salvo Vitale, Coro della Radiotelevisione Svizzera, Decca (2013)
Alarico Il Baltha (1687), livret : Luigi Orlandi ; dir. Dieci Sara. Alarico: Stefania Maiardi (mezzo), Sanina : Maria Carla Curia (soprano), Honorio : Lee Ji Young (mezzo), Pisone: Luca Casagrande (baryton), Semiamira: Loretta Liberato (contralto), Placidia: Won Mi Jung (soprano), Stilicone : Guerino Pelaccia (ténor), Lidoro: Marco Democratico (basse). Camerata Scarlatti Ensemble. Enregistrement : juillet 2004, Concerto (28 avril 2009)
Niobe, regina di Tebe (1688). Livret : Luigi Orlandi, d'après les Métamorphoses d'Ovide ; dir. Paul O'Dette et Stephen Stubbs. Niobe : Karina Gauvin, Anfione, Roi de Thèbes : Philippe Jaroussky, Manto : Amanda Forsythe, Tiresia : Christian Immler, Clearte : Aaron Sheehan, Creonte : Terry Wey, Poliferno : Jesse Blumberg, Tiberino : Colin Balzer, Nerea : José Lemos. Boston Early Music Festival Orchestra, Erato (2015)
De Niobe, regina di Tebe existe également un enregistrement de la production du Royal Opera House, sous la direction de Thomas Hengelbrock, avec, notamment, Véronique Gens, Jacek Laszczkowski et Amanda Forsythe, sous label Opus Arte (2010)

## Agostino Steffani dans la fiction
La romancière américaine Donna Leon, installée à Venise, a utilisé, pour son premier roman sans le commissaire Guido Brunetti, la vie et l'œuvre d'Agostino Steffani comme toile de fond à un roman policier contemporain, The Jewels of Paradise (Les Joyaux du paradis), publié en octobre 2012.
Selon le site officiel français de Donna Leon, c'est à la demande de son amie Cecilia Bartoli que la romancière a écrit cette intrigue sur fond d'histoire de la musique baroque. En effet, c'est cette chanteuse qui avait commencé à inaugurer un vaste projet, de sorte que cet évêque-compositeur, quasiment oublié, soit correctement retrouvé et apprécié.

## Hommage
Un orchestre créé en 1981 à Hanovre s'appelait Capella Agostino Steffani, rendant hommage à ce personnage qui y passa plusieurs années. À la suite de retraite de son fondateur Lajós Rovátkay, l'ensemble devint Hannoversche Hofkapelle.

## Publication de partitions contemporaines

### Stabat Mater
- 1956 : Karl Heinrich Möseler Verlag, Wolfenbüttel, [partition en ligne (version piano par Fritz von Bloh)]
- 2003 : Musikverlag Möseler, Mayence, (ISMN 979-0-2037-7113-5)